# Faseta
Faseta (také fazeta) je název pro šikmou rovinnou plošku, nejčastěji mnohoúhelného tvaru. Příkladem může být seříznutá nebo zbroušená okosená hrana. Výraz faseta pochází z latinského slova facies = tvář nebo francouzského facette = tvářička.

## Význam

#### Výroba
- zkosená hrana výrobku. Může označovat sraženou hranu, která tvoří břit nebo ostří nástroje.

#### Tiskařství
- šikmo zbroušené okraje štočků, stereotypů a galvanotypů, které slouží k upevnění na podložku.[3]

#### Grafika
- zbroušené i nezbroušené hrany grafického kovového štočku, který se používá při technice tisku z hloubky. Hrany jsou zkoseny, aby neprotrhly při tisku papír.[4]

#### Výtvarné umění
- vnitřně zkosený okraj pasparty.

#### Architektura
- označuje zkosenou plochu kvádru (bosy) nebo jiné architektonické formy.[5]

#### Klenotnictví (šperkařství)
- fasetový brus: vytvoření velkého počtu faset (rovných plošek) na povrchu kamene, aby se zlepšil jeho vzhled i optické vlastnosti. Např. kulatý briliantový brus má 57 faset, oválný brus 69 faset, nejvíce 84 faset má brus brioleta.[6][7] Podle tvaru faset se dělí brus např. na: briliantový – kosočtverečné a trojúhelníkové fasety, stupňovitý – lichoběžníkové a obdélníkové, smíšený brus – fasety jsou jen na částech kamene, koruně nebo pavilonu.[6]

#### V zubním lékařství
- elastická faseta (zubní fazeta) – překrytí rušivé vady skloviny zubu tenkou vrstvou keramiky nebo plastu (max. 1 mm silnou).[8]

#### V knihovnictví a informační vědě
- fasetová klasifikace – způsob kategorizace